# آگنی-۵ (موشک)
آگنی-۵ یا آگنی-وی (به انگلیسی: Agni-V) یک موشک بالستیک قاره پیمای هسته ای مبتنی بر هدف‌گیری مستقل چندگانه است که توسط سازمان تحقیقات و توسعه دفاعی هند ساخته شده است. برد این موشک بیش از ۷۰۰۰ کیلومتر است  این موشک از نوع بالستیک سه مرحله ای، متحرک جاده ای، محفظه دار و سوخت جامد است. این موشک یکی از سریع ترین موشک های جهان است که به سرعت ۲۹۴۰۰ کیلومتر در ساعت می رسد.

## توسعه
آگنی-۵ در درجه اول برای تقویت بازدارندگی هسته ای هند علیه چین ساخته شده است. تا همین اواخر، دور بردترین موشکی که هند داشت، آگنی-۳ با برد ۳۵۰۰ کیلومتر بود که اگر از مرکز هند پرتاب می شد، این برد برای رسیدن به اهداف در شرق و شمال شرق چین کافی نبود. بیشتر مراکز عمده اقتصادی چین در ساحل شرقی آن قرار دارند.
تخمین زده می شد که این موشک پس از چهار تا پنج آزمایش مداوم تا سال ۲۰۱۴ تا ۲۰۱۵ عملیاتی شود. مقامات هندی معتقد بودند که آگنی-۵ با سوخت جامد برای پاسخگویی به تهدیدات احتمالی فعلی و نگرانی‌های امنیتی کافی است. حتی با برد تنها ۵۰۰۰ کیلومتر، آگنی-۵ می‌تواند به هر نقطه ای از چین از جمله پکن برسد.

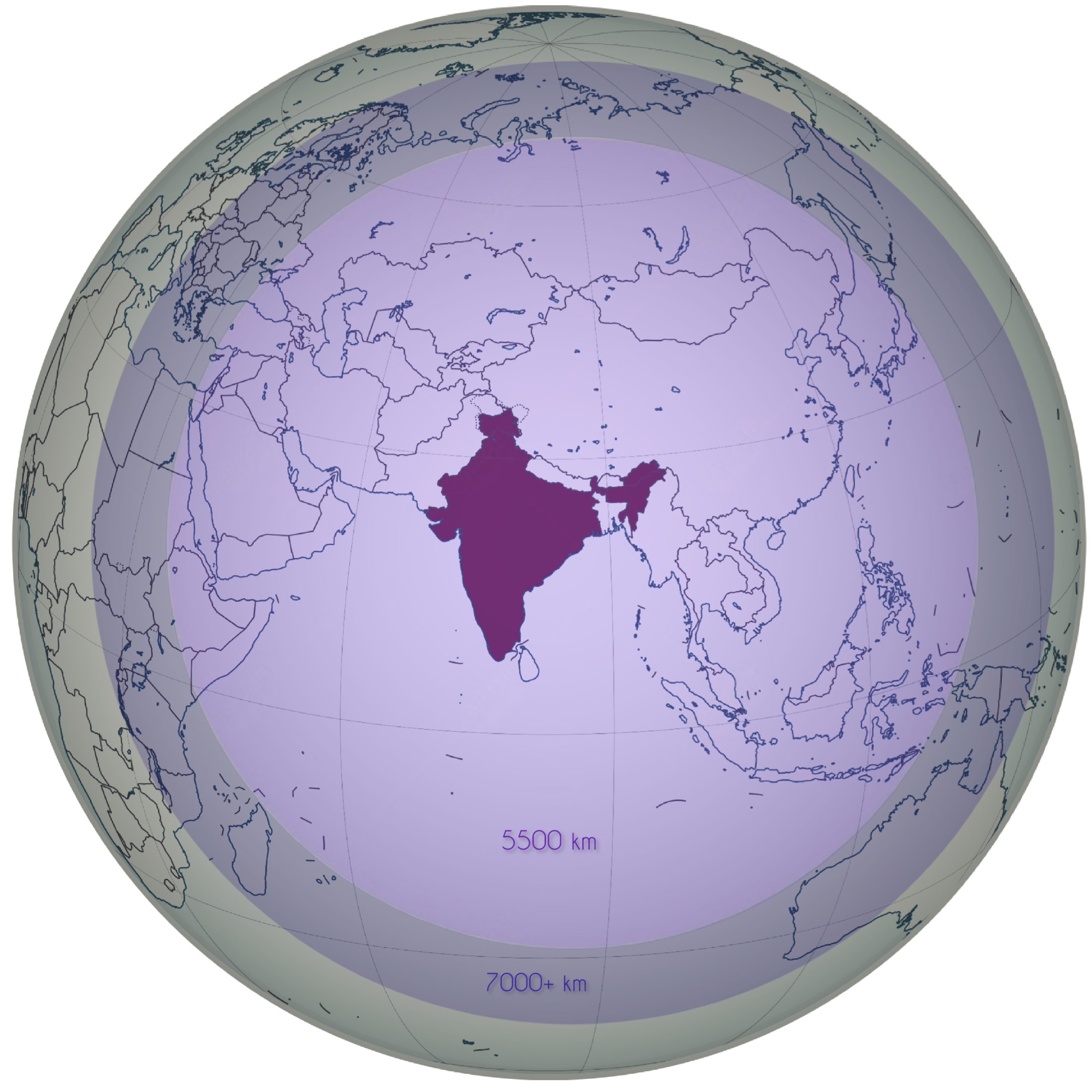
برد موشک آگنی-۵